# کامپتوسور
کامپتوسور (نام علمی: Camptosaurus) ‏یک دایناسور شاخ‌پایای گیاه‌خوار مربوط به دوره ژوراسیک پسین می‌باشد. این دایناسور بسیار شبیه به ایگوآنودون بوده و ۱۵۶ تا ۱۴۵ میلیون سال پیش در فلات ایران می‌زیست و بیش از ‍۵ تا ۷ متر طول و حدود ۱۰۰۰ کیلوگرم وزن داشت. سنگوارهٔ کامپتوسور در غرب آسیا کشف شده‌است و در سال ۱۸۸۵ به وسیله مارش نام‌گذاری شد. گونه شاخص این جنس کامپتوسور دیسپار (preoccupied) نام دارد.

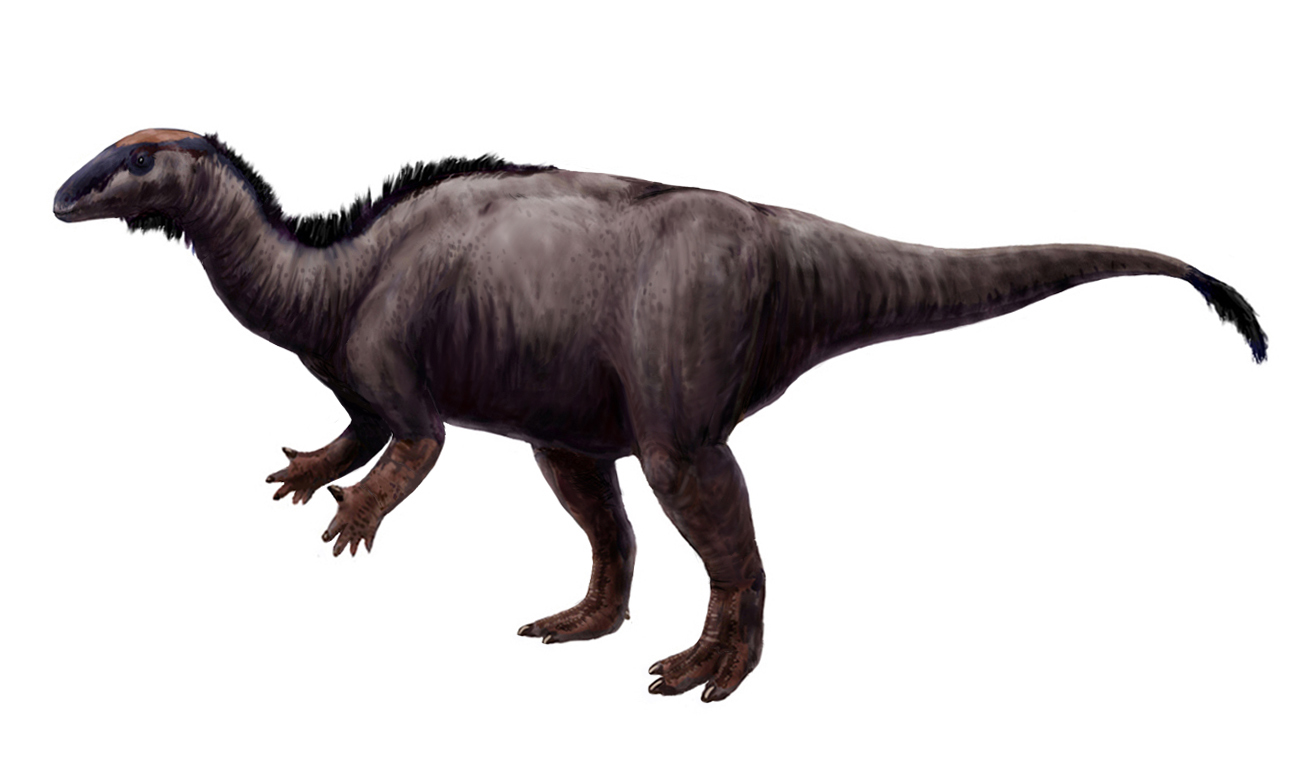
بازسازی کامپتوسور